# Josef Vojtěch Hellich
Josef Vojtěch Hellich (17. dubna 1807 Choltice – 22. ledna 1880 Praha) byl český vlastenecky zaměřený vzdělanec, malíř a archeolog. Zaměřoval se především na církevní malby, historické scény a ilustrační kresby starožitných předmětů.

## Život

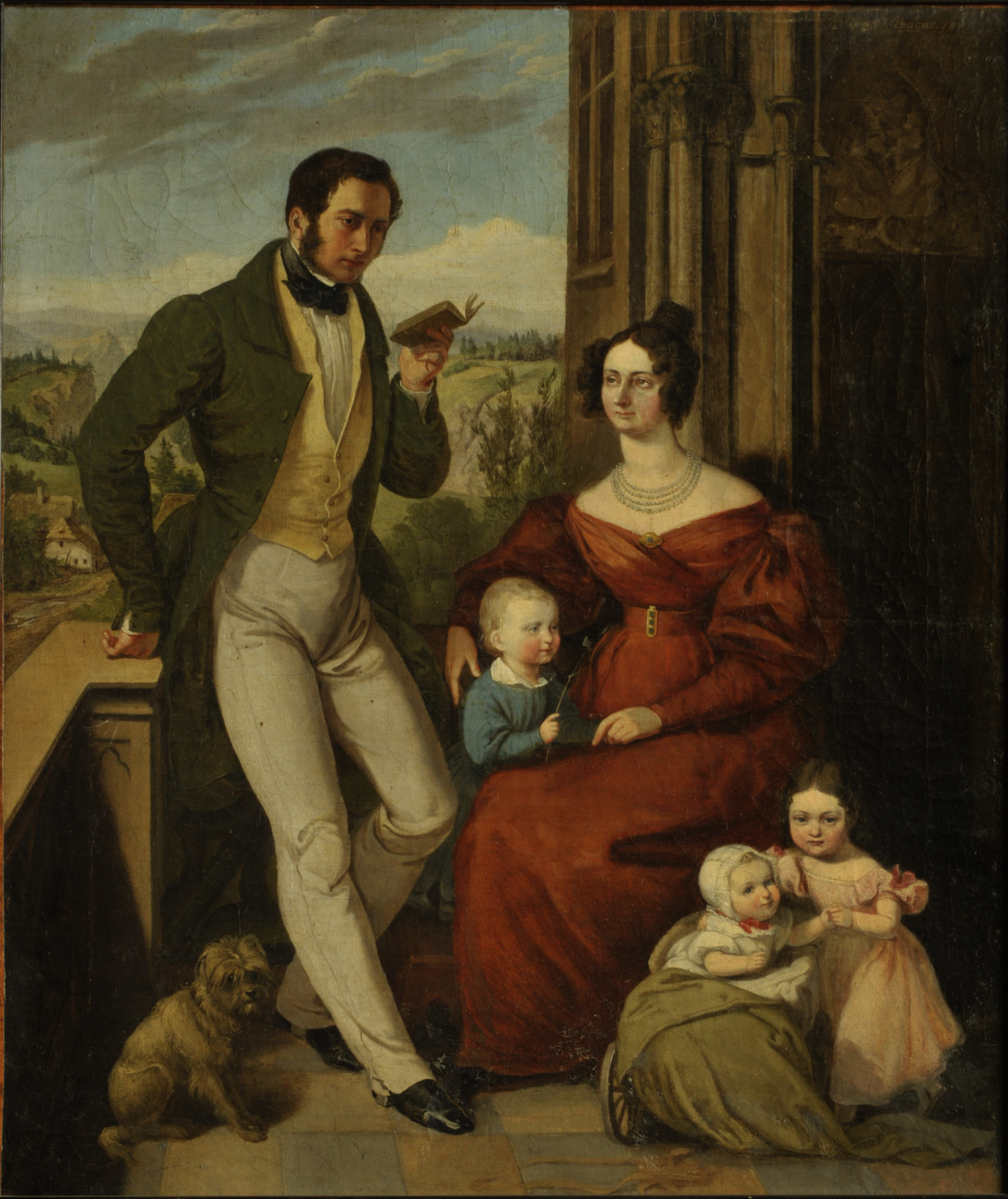
Portrét rodiny hraběte Huga II. ze Salm-Reifferscheidt-Raitzu s manželkou Leopoldinou a 3 nejstaršími dětmi; NPÚ

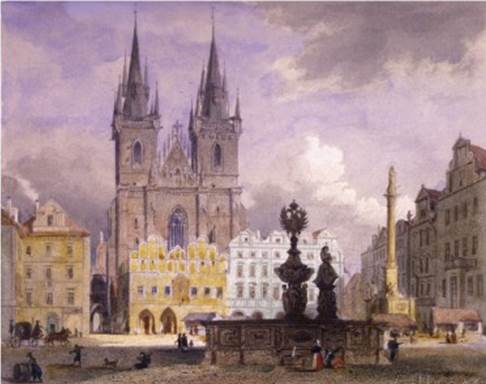
Staroměstské náměstí s Krocínovou kašnou (1864)

### Studia a cesty
V letech 1825–1829 studoval kresbu a malbu na pražské malířské akademii, jeho učitelem byl Josef Bergler. V letech 1830–1833 pokračoval ve studiu na Akademii ve Vídni. Potom podnikl tří- až čtyřletou studijní cestu přes Mnichov do Itálie, Švýcarska, Francie a Anglie. V Římě se inspiroval příkladem skupiny nazarénů Přátelil se s Františkem Palackým a stačil se spřátelit také s Františkem Tkadlíkem († 1840).

### Muzeum
Roku 1840 se vrátil do Prahy, ale neměl dostatek výtvarných zakázek, aby se uživil. Proto se na doporučení Františka Palackého zapojil do činnosti Českého muzea. Stal se kustodem a dokumentátorem nově budované archeologické sbírky. V následujících letech sbíral historické předměty na Kouřimsku, Žatecku, Táborsku a Budějovicku. Získal pro muzeum některé vzácné nálezy (např. mosazné a zlaté ozdoby z pravěkých pohřebišť) a řadu dalších nakreslil. Muzeu přispěl i několika starožitnostmi z Francie a Itálie. Pod vedením profesora Jana Erazima Vocela pak sbírky třídil a popisoval. V roce 1845 svými litografiemi ilustroval Vocelovu populární práci O starožitnostech českých a o potřebě chránit je před zkázou, vydanou v českém a německém vydání, s cílem přesvědčit obyvatelstvo o nutnosti ochrany kulturního dědictví. Jakmile Hellich získal zakázky na velké obrazy, muzeum opustil.

### Portréty
Jako portrétista se v pražské společnosti proslavil portrétem Boženy Němcové, který u něj pro svůj salón objednal pražský lékař a politik Václav Staněk. Z účastníků Staňkova salónu portrétoval jak organizátora, tak například jeho švagrovou Bohuslavu Čelakovskou-Rajskou. Ze skupinových portrétů v Amerlingově vídeňském stylu se dochoval Hugo II. Salm-Reifferscheidt-Raitz s manželkou Leopoldinou a třemi dětmi. Portrétní rysy vtiskoval také světcům a světicím, jež maloval jako oltářní obrazy pro české kostely.

## Dílo

### Chrámové obrazy
Za svou kariéru namaloval asi 320 obrazů, z toho 290 oltářních obrazů chrámových. Jeho díla zdobí mnoho oltářů českých a moravských kostelů, ve městech i obcích. Výběr:
- oltářní obrazy Sv. Anna a Sv. Jan Nepomucký v Hořičkách
- Svatý Bartoloměj, oltářní obraz v kostele sv. Bartoloměje
  - v Praze na Starém Městě v Týnském kostele
  - ve Strenicích
- oltářní obraz Svatí Fabián a Šebestián pro hlavní oltář kostela téhož patrocinia v Praze 6 – Liboci
- Svatý František, oltářní obraz v kostele sv. Františka v Praze na Starém Městě
- oltářní obraz Sv. Tři králové se sv. Ludmilou a sv. Václavem v Kostel svaté Máří Magdaleny
- Kristus Salvátor pro kostel téhož patrocinia jezuitů v Praze na Starém Městě
- oltářní obraz Sv. Martin ve Slivnu
- oltářní obrazy sv. Václava
  - v kostele sv. Václava v Rychnově u Jablonce nad Nisou
  - Praskolesy
  - Žitovlice
- oltářní obraz Vzkříšení v Chlumci nad Cidlinou
- skládací oltář pro zámek v Rychnově nad Kněžnou
- oltářní obraz svatý Jan Křtitel v kostele Narození sv. Jana Křtitele a Panny Marie Ochránkyně města ve Dvoře Králové nad Labem
- oltářní obraz Svatá Ludmila pro oltář kostela téhož patrocinia na Tetíně (nyní nahrazen kopií)
- oltářní obrazy Sv. Antonín a Panna Marie v kostele sv. Prokopa v Čestlicích
- oltářní obraz Nanebevzetí Panny Marie v kostele v Nových Benátkách.
- oltářní obraz Klanění Tří králů, Slavatovská kaple v bazilice Nanebevzetí Panny Marie ve Staré Boleslavi (také přemaloval nástropní fresku v presbytáři)
- Sv. František Saleský, obraz v nástavci hlavního oltáře kostela sv. Josefa v Praze na Malé Straně[7]

Rok 1847 Hellich strávil ve Vídni. Založil Jednotu umělců výtvorných (JUV). Po návratu se zapojil do obnovy Týnského chrámu:
- za novogotický oltářní obraz sv. Lukáše získal ocenění na výstavách ve Vídni a v Praze.
- Ojedinělá je městská veduta Staroměstského náměstí s Krocínovou kašnou (1864).
- Pohnutou historii měl například oltář sv. Václava v Dobeníně u Nového Města nad Metují. Pod portrétem světce vypodobnil autor scénu z volby pražského biskupa 15. června 1068, kdy Kojata vytýká knížeti Vratislavovi jeho podporu pro německého kandidáta. Obraz byl roku 1853 vystaven na zámku v Novém Městě a v době Bachova absolutismu vzbudil jako politická narážka nevoli úřadů. Majitel ho musel schovat a umístil jej až roku 1858 v tichosti do dobenínského kostela. Roku 1866 byl silně poškozen při bitvě u Náchoda, ale později restaurován.

Hellich byl patrně prvním malířem v Čechách, který zachytil scénu ze života významného umělce, popsanou v Životech nejvýznačnějších malířů, sochařů a architektů Giorgia Vasariho (Malíř Cimabue objevuje geniálního Giotta). Předlohou byla rytina Cimabua od italského grafika Paola Mercuriho, publikovaná v knize Historické kostýmy (vydaná v Paříži 1829-30).

### Historické obrazy
- Krok za soudce zvolen
- Čestmír a Vlastislav
- Čeští kronikáři
- Záboj a Slavoj
- Svatopluk a jeho synové
- Kněžna Ludmila s knížetem Bořivojem na Tetíně vyučují sv. Václava (1840)
- Malíř Cimabue objevuje geniálního Giotta, kolem 1840
- Portrét Ferdinanda V. Dobrotivého pro univerzitní aulu v Karolinu
- Zachránění Rožmberka Voka z Vltavy pro Vyšebrodský klášter

## Portréty

### olejomalby
- Pražský arcibiskup Alois Josef Schrenk (1838)
- Božena Němcová[9]
- Dáma s kamejí (kolem 1840)
- Malířova manželka Anna Helena Hellichová (1843)
- Bohuslava Rajská
- Josef Jungmann, Národní muzeum
- František Palacký (1845), Národní muzeum
- Josef Jaroslav Kalina
- Antonín Veith
- Kateřina Dubská, olejomalba, kolem 1850,  Národní muzeum[10]

### akvarely
- Knížata Maxmilián Osvald a jeho bratr Mořic Lobkowiczové, akvarel (1834),[11] téhož roku další portréty 2 dětí Rudolfa Kinského, 2 dětí hraběte Deyma, dětí hraběnky Wallisové
- akvarelové portréty dětí z rodin Šliků, Kinských, Thunů, Thurn-Taxisů

## Grafické listy
Tvořil užitou grafiku: portréty, náboženské, žánrové historické ilustrace a vědeckou ilustraci, hlavně technikou litografie.
Láska k historii a starožitnostem provázela Hellicha po celý život. Činnosti Muzea se příležitostně účastnil až do 70. let. Přispíval ilustracemi do časopisu Památky archaeologické a místopisné. Společně se spisovateli Mikovcem, Zapem a malířem Kandlerem vydávali na pokračování Starožitnosti a památky země České. Byl také autorem výročních výtvarných prémií k Mikovcovu Lumíru.
Roku 1875 spoluzakládal Křesťanskou akademii, v níž působil v odboru výtvarném a archeologickém. Vytvořil pro ni mimo jiné
- Křížová cesta
- obrázky českých patronů, votivní jednolisty, také ilustrace k modlitbám.[5]

Hellich byl mezi současníky velmi oblíbený pro pečlivost, svědomitost a přátelskou povahu. Dokonale zpracoval každé dílo, ať bylo určeno pro významnou osobnost či malý kostel. Jeho obrazy si pořídili například císař Ferdinand Dobrotivý, kardinál Schwarzenberg nebo českobudějovický biskup Jan Valerián Jirsík. V roce 1877, u příležitosti 70. narozenin, se stal čestným členem Jednoty přátel umění v Praze. Jeho poslední prací byla křížová cesta pro Kostelec nad Černými lesy. Zemřel v Praze, pohřben je na Malostranském hřbitově v Košířích.

## Galerie

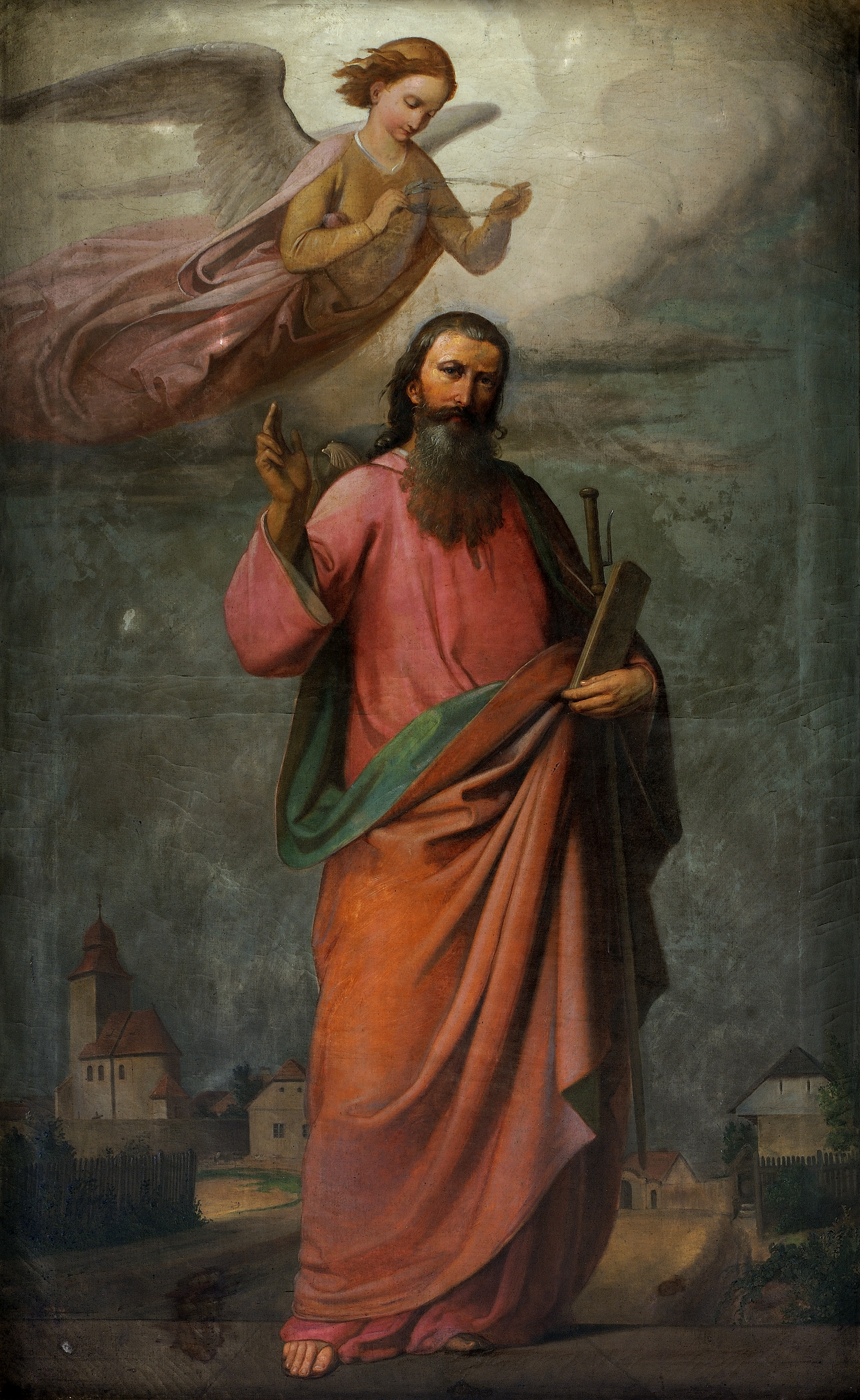
Oltářní obraz sv. Jakuba v Ratenicích
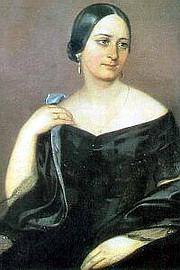
Portrét Boženy Němcové
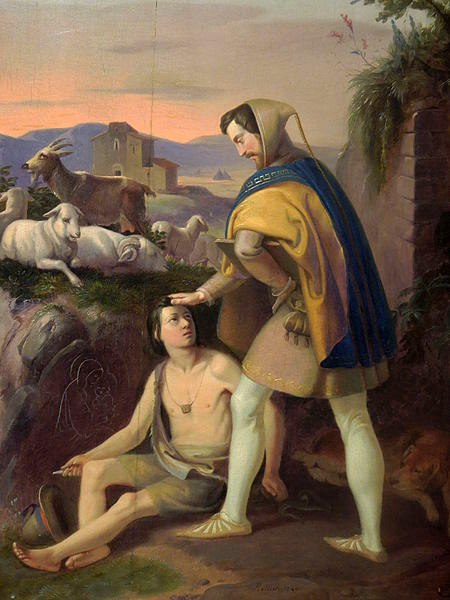
Cimabue objevil Giotta (1840)
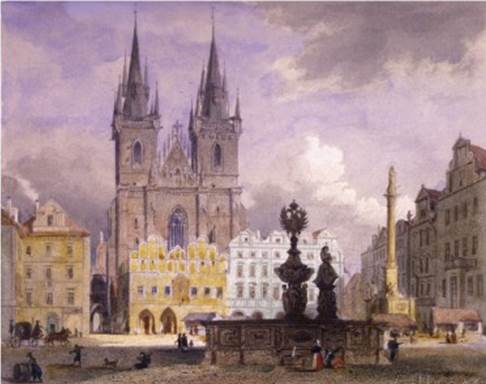
Staroměstské náměstí s Krocínovou kašnou
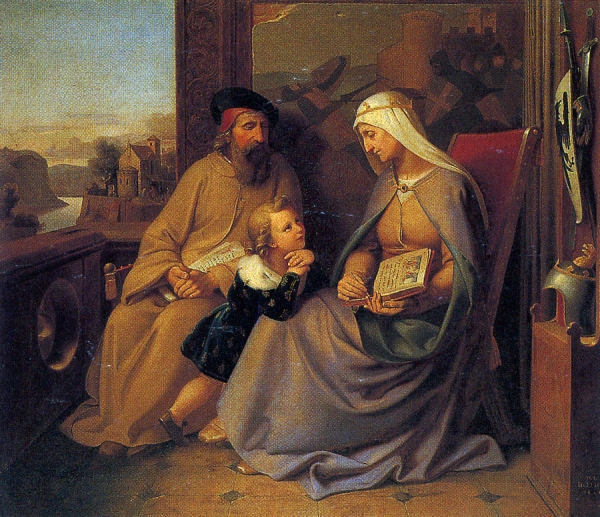
Sv. Ludmila a kníže Bořivoj vyučují sv. Václava
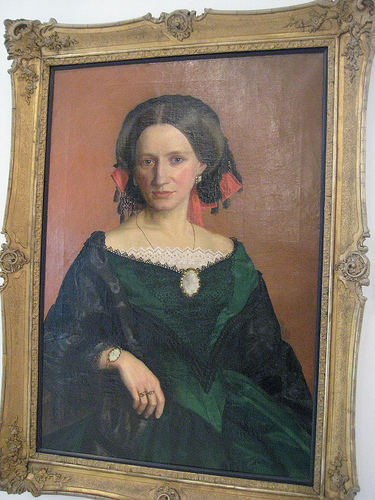
Dáma s kamejí (1840)